# ポストミニマリズム
ポストミニマリズム（英: Postminimalism）は、1971年にロバート・ピンカス＝ウィッテンによって (ポスト・ミニマリズムとして) 造られた芸術用語であり、ミニマリズムの美学に影響を受けた作品、またはミニマリズムの美学を発展させて超えようとする作品を指すさまざまな芸術分野で使用されている。この表現は特に音楽とヴィジュアル・アートに関連して使用されるが、ミニマリズムを重要な参照点として使用するあらゆる分野を指すことができる。音楽において「ポストミニマリズム」とは、ミニマル・ミュージックに続く音楽を指す。

## ヴィジュアル・アート
ヴィジュアル・アートにおいて、ポストミニマリストによるアートは、美的または概念的な基準点としてミニマリズムを使用する。ポストミニマリズムは、特定の運動というよりも芸術的な傾向である。ポストミニマリストのアートワークは通常、日常的な物品であり、シンプルな素材を使用し、時には「純粋な」形式主義的な美学を帯びている。しかし、ポストミニマリズムには非常に多様で異質なアーティストたちによるグループが含まれているため、それらの間の連続性や類似点をすべて列挙することは不可能である。
エヴァ・ヘスの作品もポストミニマリストによるもの。ミニマリズムによく見られるテーマである「グリッド」と「連続性」が使用されているが、通常は手作りによるものでもあり、機械やカスタムメイドによるミニマリズム作品とは対照的に、人間的な要素を彼女のアートのなかに導入している。リチャード・セラは著名なポストミニマリストである。

## 音楽
一般的な音楽的用法では、「ポストミニマリズム」はミニマル・ミュージックの影響を受けた作品を指し、一般にアート・ミュージックのメタジャンルに分類される。作家のカイル・ガンは、1980年代と1990年代に隆盛し、次のような特徴を持つスタイルをより厳密に表すためにこの用語を使用した。
1. 安定したパルス。通常は作品または動作の間に延々と続く。
2. ダイアトニック・ピッチの言語。実際には調性音楽的だが、伝統的な機能和声理論を避けている。
3. ダイナミクスは全体的に均一で、強いクライマックスや微妙な感情主義はない。そして、
4. ミニマリズムとは異なり、明らかな、または直線的でフォーマルなデザインを回避する。

加算プロセスや減算プロセスなどのミニマリストの手順は、通常は偽装された形ではあるものの、ポストミニマリズムでは一般的なものであり、このスタイルは世界の音楽やポピュラー音楽 (バリのガムラン、ブルーグラス、ユダヤ教のカンティレーションなど) からの影響を吸収する能力も示している。
ミニマリズムから派生した音楽スタイルについては、「トータリズム」を参照。

## 参照
- 新表現主義
- ニューヨーク・スクール
- フルクサス
- コンセプチュアル・アート
- インスティテューショナル・クリティーク
- コンピュータアート
- インターネットアート
- ニューメディア
- メディアアート
- コンピュータ音楽